# Comté de Hancock (Indiana)
Pour les articles homonymes, voir Comté de Hancock.
Le comté de Hancock (anglais : Hancock County) est un comté de l'État de l'Indiana, aux États-Unis. Il comptait 55 391 habitants en 2000. Son siège est Greenfield.